# Cobunus pallidiolus
Cobunus pallidiolus là một loài tò vò trong họ Ichneumonidae.